# Cathédrale Notre-Dame-de-l'Assomption de Senez
Cette ancienne cathédrale n’est pas la seule cathédrale Notre-Dame-de-l'Assomption.
La cathédrale Notre-Dame-de-l’Assomption de Senez est une ancienne cathédrale catholique française située dans le département des Alpes-de-Haute-Provence.
Elle était le siège du diocèse de Senez, supprimé lors du concordat de 1801 en faveur du diocèse de Digne. Depuis 2009, elle est le siège de l'évêque titulaire de Senez.
L’église fait l’objet d’un classement au titre des monuments historiques depuis le 26 octobre 1910.

## Historique
Senez est l'antique Sanitium, chef-lieu de la Civitas Sanitiensium, siège d'un évêché depuis le VIe siècle. Le premier évêque dont le nom nous est connu, Marcel, participe au concile d'Arles de 506. Puis, du fait des guerres, avec les Lombards, les Sarrasins, les Francs, la liste des évêques de Senez s'interrompt plusieurs fois pour des périodes plus ou moins longues jusqu'à l'évêque Pierre Ier en 993. Une cathédrale a dû être reconstruite à cette époque.
La cathédrale actuelle, de style roman provençal, ne date que des XIIe ou XIIIe siècles ; elle est construite à l’emplacement de plusieurs autres églises. La construction a débuté en mai 1176, peut-être sous l'évêque Pons, en commençant par l'abside pour se poursuivre au XIIIe siècle par la nef. La cathédrale est consacrée le 22 octobre 1246 par l'évêque Guillaume III.
Elle souffre sévèrement des guerres de Religion, et son clocher est détruit par les protestants d'Antoine de Mauvans, en 1569, qui saccagent la cathédrale à la suite de leur échec dans la prise de Castellane. Les colonnettes du portail sont détruites. Les ornements sacerdotaux, le mobilier, le trésor disparurent dans un grand feu au milieu de la nef. Le cloître et le bâtiment des chanoines sont détruits au cours de cette occupation.
L'évêque Jean III de Clausse de Monchy (Mouchy) (1561-1587) entreprit sa restauration dès 1572. Il fit placer une charpente pour couvrir la voûte et empêcher les infiltrations d'eau. En 1684 d'autres réparations importantes sont effectuées. On connaît grâce au prix-fait passé le 29 février 1684 aux maçons de Senez, Jean-Baptiste et François Isnard, les travaux qui étaient prévus.
Le clocher est construit en 1713. L'évêque Mgr D'Amat de Volx (1757-1771) avait formé le plan pour l'embellissement de sa cathédrale. Cependant la mort l'a empêché de mettre en œuvre son projet.
Elle perd son statut en 1790 et devient une église paroissiale.
Le 1er mai 1835, le conseil de fabrique signale au ministère de l'Intérieur l'état de la cathédrale. Les voûtes s'effondrent le 4 juillet. Les travaux de reconstruction des voûtes des deux premières travées de la nef sont adjugés le 22 avril 1837 à l'entrepreneur Honoré Dufresne sous la direction de l'architecte Rossi. On en profita pour reprendre les contreforts et les angles du bâtiment. Les travaux sont terminés en août 1839, mais laissaient à désirer. L'architecte Henri Revoil venu sur place en novembre 1881 les critiqua dans son rapport rédigé à Nîmes, le 29 janvier 1882. Le petit clocher en arcade a été construit en 1847.
Depuis 2012, Mathias Dupuis et son équipe ont entrepris des recherches archéologiques dans l'édifice, générant une documentation nouvelle sur l'occupation du site à partir du IVe siècle, sur l'évolution architecturale du bâti et liturgique de l'édifice cultuel.

## Description
La façade est encadrée de contreforts peu saillants, issus du premier art roman, influencé en Provence par l’art antique.
L’église est particulièrement connue pour ses éléments de mobilier. Les tapisseries (une tapisserie des Flandres d’Audemar d’Enghien, datée de la fin du XVIe siècle, sept d’Aubusson, de la fin du XVIIe siècle) ont été commandées ou réalisées à la demande de monseigneur de Ruffo Bonneval, évêque de Senez en 1783-1784, pour marquer la fin des restaurations. Elles ont été admirées par Napoléon Ier, de passage à Senez le 3 mars 1815.
Quatre tapisseries flamandes sur les cinq d’origine ont été volées en août 1982.
Les stalles sont du XVIe siècle ; le lutrin et l’autel, des XVIIe et XVIIIe siècles, sont aussi très travaillés. L’église possède en outre deux retables en bois du XVIIe siècle ; l’antiphonaire est du XVIIIe.
À l’extérieur sur le mur ouest est accroché un cadran solaire de 1673 ou 1674, repeint en 1784 et restauré en 1999. Il représentait un ours (le premier évêque de Senez s’appelant « Ours »),.
Les cloches sont de 1643, 1888 et 1894.

## Source
- (en) Cet article est partiellement ou en totalité issu de l’article de Wikipédia en anglais intitulé « Senez Cathedral » (voir la liste des auteurs).